# Cordon (Alta Saboia)
Cordon é uma comuna francesa na região administrativa de Auvérnia-Ródano-Alpes, no departamento da Alta Saboia. Estende-se por uma área de 22.35 km². Em 2010 a comuna tinha 1 005 habitantes (densidade: 45 hab./km²).